# 第二次臨沂戰鬥
臨沂戰鬥發生於1928年4月13日－5月11日，交戰地點則是在中國魯南，是中華民國北洋政府時期的戰鬥之一。臨沂戰鬥的交戰雙方，一方為國民革命軍十七軍曹萬順，另一方北洋四軍方永昌所轄軍隊。

## 參看
- 中華民國北洋政府時期內戰戰鬥列表